# Лобановский сельский округ (Северо-Казахстанская область)
Лобановский сельский округ (каз. Лобанов ауылдық округі) — административная единица в составе Айыртауского района Северо-Казахстанской области Казахстана. Административный центр — село Лобаново.
Население — 2740 человек (2009, 3126 в 1999, 3981 в 1989).

## История
Лобановский сельсовет образован в декабре 1939 года. 24 декабря 1993 года решением главы Кокчетавской областной администрации создан Лобановский сельский округ.

## Состав
В состав округа входят такие населенные пункты:
| Населенный пункт | Население, человек (1989) | Население, человек (1999) | Население, человек (2009) |
| ---------------- | ------------------------- | ------------------------- | ------------------------- |
| Альжан, село     | 549                       | 521                       | 325                       |
| Заря, село       | 310                       | 300                       | 236                       |
| Лобаново, село   | 2148                      | 1439                      | 1483                      |
| Шалкар, село     | 974                       | 866                       | 696                       |